# Triphaenopsis insolita
Triphaenopsis insolita là một loài bướm đêm trong họ Noctuidae.